# Phish
Phish es una banda estadounidense de rock conocida por sus improvisaciones musicales,  largas jam sessions, exploración entre géneros musicales, y sus fieles seguidores. Formada en la Universidad de Vermont en 1983, los cuatro miembros de la banda tocaron juntos más de veinte años hasta su disolución oficial en agosto de 2004. La banda se reunió en 2009 para tres conciertos en el Hampton Coliseum de Hampton, Virginia y una gira de verano.
Su música mezcla elementos de una gran variedad de géneros, incluyendo rock, jazz, rock progresivo, funk, bluegrass, reggae, country, blues y música clásica. Cada uno de sus conciertos es distinto en cuanto a canciones tocadas, el orden de ellas y su forma de ejecutarlas.
Aunque la banda ha tenido poca radiodifusión o repercusión mediática, ha desarrollado un amplio y dedicado grupo de seguidores por el boca a boca, el intercambio de grabaciones en directo y por haber vendido más de ocho millones de álbumes y DVD en Estados Unidos. Rolling Stone ha dicho de la banda que «...han generado una nueva oleada de banda orientadas en la improvisación y el groove».

## Historia

### 1983-1992
Phish se formó en la Universidad de Vermont en 1983 por los guitarristas Trey Anastasio y Jeff Holdsworth, el bajista Mike Gordon y el batería Jon Fishman. Para su primer concierto, en el baile de Halloween en el sótano de una residencia universitaria, contratados con el nombre de Blackwood Convention, en alusión al término utilizado en el bridge. Su segundo concierto — el primero en donde se llamaban "Phish" — fue el 3 de noviembre del mismo año en un el sótano del Slade Hall de la Universidad de Vermont, aunque según otra fuente fue el 2 de diciembre. Se unió a la banda el percusionista Marc Daubert en el otoño de 1984; dejando la banda a comienzos de 1985, y Page McConnell se unió como teclista en mayo de 1985. Holdsworth dejó la banda tras licenciarse en 1986, solidificando así la formación de «Trey, Page, Mike y Fish» — formación que se mantendría el resto de la vida de la banda.
Después de una novatada en la UVM con su amigo y antiguo compañero de banda Steve Pollak (también conocido como  "The Dude of Life"), Anastasio decidió abandonar la universidad. Con el apoyo de McConnell (que recibía 50 dólares por cada alumno transferido), Anastasio y Fishman se inscribieron a mediados de 1986 en Goddard College, situado en Plainfield, Vermont. En esta época Phish distribuyó al menos seis casetes experimentales, todos ellos homónimos, entre ellos The White Tape. Esta primera grabación de estudio se distribuyó de dos maneras distintas: la primera, mezclada en una habitación de la Universidad a finales de 1985, recibió más distribución que la segunda remezcla de estudio de las cuatro pistas originales, cerca de 1987. La versión más antigua fue lanzado de forma oficial como The White Tape en 1998.
Para 1985, la banda tuvo su primer encuentro con el lutier de Burlington, Vermont, Paul Languedoc, quién finalmente diseñaría dos guitarras para Anastasio y dos bajos para Gordon. En octubre de 1986, comenzó a trabajar como su ingeniero de sonido. Desde entonces, Languedoc fabricó instrumentos exclusivamente para los dos, siendo sus diseños y elecciones de madera tradicional parte fundamental de la identidad instrumental de la banda. Pero, recientemente, Languedoc ha comenzado a diseñar guitarras bajo petición, de forma muy limitada, para el público general a través de tiendas musicales de la zona.
Anastasio compuso para un proyecto universitario The Man Who Stepped into Yesterday, un álbum conceptual de nueve canciones que se convertiría en su segundo experimento de estudio. Grabado entre 1987 y 1988, fue entregado en julio de ese mismo año, acompañado de una tesis escrita.  Elementos de la historia — conocido como  Gamehendge — creció hasta incluir ocho canciones más. La banda ha tocado la suite en directo en cinco ocasiones: en 1988, 1991, 1993, y dos veces en 1994 sin transcripciones musicales de las canciones.
A comienzos de la primavera de 1988, la banda comenzó a ensayar en serio, a veces encerrándose en una habitación para improvisar durante horas. "Okipa Ceremonies" (también llamado Oh Kee Pa), se grabó de una jam session en el apartamento de Anastasio, y una segunda en la casa de Paul Languedoc en agosto de 1989. La banda atribuye estas sesiones a Anastasio, que descubrió este método en las películas A Man Called Horse y Modern Primitives.  El resultado de una de estas sesiones se incluye en el primer lanzamiento serio de la banda, un álbum doble llamado Junta, ese mismo año.
El 26 de enero de 1989, Phish tocó en el Paradise Rock Club de Boston. Los dueños de la sala nunca habían oído hablar de Phish por lo que se negaron a su contratación, por lo que la banda alquiló el local esa noche.  Se vendió todo el aforo gracia a la caravana de seguidores que habían viajado para verles actuar.
Para finales de 1990, los conciertos de Phish resultaban cada vez más complicados, a menudo haciendo un esfuerzo para involucrar al público. En un "lenguaje secreto", el público interactuaba con la banda de una cierta manera con las pistas musicales que les daban. Por ejemplo, si Anastasio improvisaba el tema principal de The Simpsons, el público gritaba "D'oh!" imitando a Homer Simpson. En 1992, Phish introdujo otra colaboración entre el público y la banda llamado "Big Ball Jam" en el cual la banda una pelota de playa al público y tocaba una nota cada vez que ésta era golpeada. Entre tanto, el público estaba ayudando a crear una nueva composición.
En un experimento conocido como "The Rotation Jam", cada miembro de la banda intercambiaba de instrumento con el músico de su izquierda. En otras ocasiones, mientras tocaban "You Enjoy Myself" Gordon y Anastasio actuaban sincronizando maniobras saltando en mini trampolines mientras tocaban.
Phish, junto a Bob Dylan, Grateful Dead y The Beatles, fue una de las primeras bandas en tener grupo de noticias en Usenet, rec.music.phish, lanzado en 1991. Consicentes de la creciente popularidad de la banda, Elektra Records les contrató ese mismo año. Al año siguiente se completó la elaboración de A Picture of Nectar: su primer álbum con una multinacional, disfrutando de una producción mucho más amplio que sus predecesores Junta de 1988 o Lawn Boy de 1990. Finalmente ambos álbumes serían relanzados por Elektra.
El primer festival anual H.O.R.D.E. en 1992 fue la primera oportunidad de Phish de girar a nivel nacional por anfiteatros de gran tamaño. El cartel, entre otros, incluía a Phish, Blues Traveler, The Spin Doctors y Widespread Panic. Ese verano, la banda giró por Europa con Violent Femmes y más adelante por Europa y Estados Unidos con Carlos Santana.

### 1993-1995
Phish comenzaron a tocar como cabezas de cartel en el verano de 1993. Ese año, la banda lanzó Rift concebido como un álbum conceptual y promocionado fuertemente por Elektra incluyendo diseño gráfico de David Welker. En 1994, lanzaron Hoist. Para la promoción de este álbum, hicieron su único videoclip hasta la fecha para la MTV, "Down With Disease", emitido en junio de ese mismo año. En Halloween de ese año, la banda prometió a sus seguidores "un disfraz musical", un concepto ideado por la banda en la que se "disfrazan" de otra banda e interpretan su música. Después de una extensa encuesta entre sus seguidores, Phis interpretó el álbum homónimo de The Beatles en el segundo conciertos de una serie de tres en el Glens Falls Civic Center de Nueva York. Poco después de la muerte del líder de Grateful Dead, Jerry Garcia en el verano de 1995 y de la aparición de "Down With Disease" en la serie Beavis and Butt-Head, la banda experimentó un sustancial crecimiento de su número de seguidores y de reconocimiento en la cultura popular. 
En su tradición de tocar un álbum conocido de otra banda en Halloween, Phish contrató una sección de metal para su concierto de Quadrophenia de  The Who en 1995. Su primer álbum en directo, A Live One, lanzado en el verano de 1995, Phish consiguió su primera certificación de oro de la RIAA en noviembre del mismo año.
Al final de esta misma gira, la banda retó al público a dos partidas de ajedrez, en el que en cada concierto de la gira se hacían un par de movimientos. La banda hacía su jugada durante la primera sección del concierto, y, durante el descanso, el público podía votar su movimiento colectivo en el stand de Greenpeace. El público perdió la primera partida el 15 de noviembre en un concierto en Florida, mientras que la banda perdió la segunda en un concierto de Nochevieja en el Madison Square Garden. habiendo jugado sólo dos partidas, el resultado sigue siendo de empate a uno. Este concierto de fin de año ha sido citado como uno de los grandes conciertos de los años 1990 por la revista Rolling Stone.

### 1996-2000
Phish se recluyeron en su estudio de grabación de Vermony y grabaron horas y horas de improvisaciones, a veces superponiendo una sobre otra, incluyendo parte de estas grabaciones en la segunda mitad de Billy Breathes, lanzado a finales de 1996. Junto a la habitual dinámica rock, el álbum contiene más guitarra acústica que sus predecesores y es considerado por la banda y muchos de sus seguidores como su mejor trabajo de estudio.
Ese verano, montaron su primer festival de dos días de duración, The Clifford Ball, en una base militar en desuso en Plattsburgh, Nueva York. Asistieron entre 70000 y 80000 personas; MTV estuvo presente para documentar la experiencia. En su propia ciudad improvisada, Great Northeast Productions creó un parque de atracciones, restaurantes, una oficina de correos, áreas de juego, salas de arcades y cines. Además de seis actuaciones "tradicionales", la banda amenizó la zona de acampada a las tres de la madrugada montados en un camión. La productora del concierto organizó seis festivales más de Phish.
Para 1997 las jams eran tan largas que algunos de sus conciertos sólo constaban de cuatro canciones; sus atrevidas improvisaciones estaban convirtiéndose en un estilo de jams de nuevo funk. Ese mismo año la compañía de helados Ben & Jerry's lanzó un nuevo sabor llamado "Phish Food" para donar los beneficios de su venta a la fundación Lake Champlain Initiative. La fundación sin ánimos de lucro de Phis, The WaterWheel Foundation se componía además de otras dos ramas ahora desaparecidas: The Touring Branch y The Vermont Giving Program.
El segundo festival de Phish a gran escala, The Great Went, tuvo lugar en la base Loring Air Force de Limestone, Maine, a pocas millas de la frontera de Canadá. El recuento oficial del concierto fue de 65000 asistentes. La banda y el público de nuevo colaboraron en una nueva idea: piezas individuales de arte hechas por el público se conectaron con una pieza de arte hecha por la banda. Al final, se encendió una cerilla gigante para quemar el resultado de la obra.
Phish volvió a Limestone en el verano de 1998 para el festival Lemonwheel, atrayendo sesenta mil seguidores. Phish tocó como cabeza de cartel del Farm Aid en octubre, compartiendo escenario con Willie Nelson, Neil Young y Paul Shaffer. De nuevo, con vista a nuevas grabaciones de estudio, la banda grabó horas de jams improvisadas durante varios días y tomando lo más destacado de esas grabaciones compusieron nuevas canciones. El resultado fue The Story of the Ghost en octubre y el instrumental The Siket Disc lanzado al año siguiente. La noche de Halloween la banda tocó Loaded de The Velvet Underground en Las Vegas Nevada; dos noches después tocaron el álbum The Dark Side of the Moon de Pink Floyd sin previo aviso ante unos cuatro mil seguidores en Utah.
En 1999, la banda decidió no organizar el festival de verano anual para preparar la celebración de la última Nochevieja del milenio. Aun así, participaron en el Camp Oswego el fin de semana del 17 y 18 de julio en el aeropuerto de Oswego en Volney, Nueva York, con sesenta y cinco mil asistentes.
Para la celebración del milenio, Phish viajó a la reserva india de Big Cypress en la región de Everglades en Florida. De todos los grandes conciertos que se celebraban a lo largo del mundo (véase Sting, Barbra Streisand o Billy Joel), con 85000 asistentes, el de Phish fue el evento con mayor asistencia de pago esa noche. Durante la cobertura que hizo ABC esa noche, Peter Jennings y el noticiero World News Tonight hablaron sobre la increíble asistencia al concierto y emitieron la interpretación de "Heavy Things". Llamado "Big Cypress", el enorme festival culminó con una actuación de siete horas y media que comenzó a medianoche y acabó al amanecer.
En el 2000 no hubo concierto de Halloween, ni festivales de verano ni canciones nuevas: El álbum Farmhouse de mayo contenía canciones de 1997. Ese verano, la banda anunció que se tomaban su primer "descanso" después de una última gira. Durante el último concierto de la gira, el 7 de octubre de 2000 en el anfiteatro Shoreline de Mountain View, California, hicieron un concierto tradicional y abandonaron el escenario sin decir nada mientras sonaba Let It Be de The Beatles por los altavoces.
El hiato permitió a los miembros de la banda explorar en profundidad sus otros proyectos musicales. Anastasio continuó con su carrera en solitario que había comenzado hacía dos años, formó la banda Oysterhead, además de comenzar a dar forma a una composición orquestal con la Vermont Youth Orchestra. Gordon hizo un álbum con el guitarrista Leo Kottke y dos películas antes de comenzar un proyecto en solitario. Fishman alternó entre el Jazz Mandolin Project y su banda Pork Tornado, mientras que McConnell formó el trío Vida Blue.

### 2002-2004
Después de dos años de pausa, Phish anunció un retorno a los escenarios para un concierto de fin de año en 2002 en el Madison Square Garden. Además, grabaron Round Room en tan sólo tres días. En su concierto de retorno, el hermano de McConnell fue introducido al público como el actor Tom Hanks. El impostor cantó un trozo de "Wilson", haciendo que varios medios de comunicación dijeran que el actor había "improvisado con Phish".
Al final de la gira de verano de 2003, Phish organizaron su primer festival en cuatro años, volviendo a Limestone para el festival It. El festival atrajo a unos sesenta mil asistentes, volviendo a convertir a Limestone en una de las ciudades más grandes de Limestone ese fin de semana. En diciembre, la banda ceñebró su vigésimo aniversario con una mini gira de cuatro conciertos finalizando en el Fleet Center de Boston. Durante el concierto de Albany, Phish contó con la participación del miembro fundador de la banda Jeff Holdsworth por primera vez desde 1986.
Para evitar el cansancio provocado por las largas giras de los últimos años, Phish tocó de forma esporádica después de la reunión, con giras de unas dos semanas de duración. Después de una serie de conciertos en abril de 2004 en Las Vegas, Anastacio anunció en la página web de la banda que después de una pequeña gira de verano se iban a separar. A finales de primavera se lanzó el álbum Undermind.
La banda improvisó con el rapero Jay-Z en su segundo concierto en Brooklyn en el verano de 2004, además de tocar siete canciones en el The Late Show with David Letterman en el Ed Sullivan Theater para los seguidores que se habían concentrado en la calle, algo parecido a la actuación final de The Beatles en el tejado del edificio Apple de Londres. Su último concierto de 2004, Coventry, es hasta la fecha el último festival organizado por Phish. El festival tenía prevista unos cien mil asistentes.
Después de una semana de lluvia y rumores sobre el estado de las instalaciones, Gordon anunció en un programa de radio local que los asistentes debían dar la vuelta, no permitiendo la entrada de más coches. Como sólo habían accedido unos veinte mil seguidores, mucho de los asistentes abandonaron sus coches en las calles de acceso y decidieron seguir a pie. Con los que accedieron a pie la asistencia creció a unos sesebta y cinco mil seguidores.  
La banda llegó a llorar en varias ocasiones encima del escenario durante este último concierto, sobre todo cuando McConnell se atragantó mientras tocaban la balada "Wading in the Velvet Sea" consiguiendo que Anastasio dijera unas palabras de despedida. Coventry fue un emocionante adiós para Phish y sus seguidores; un capítulo final para el papel de Phish en la música rock. Con poca ayuda de las radios, cadenas musicales de televisión y las ventas de álbumes, Phish aún se convirtió en uno de los diez espectáculos más rentables de Estados Unidos.
Tal y como escribió Rolling Stone:

Gracias a su sentido de comunidad, su ambición y sus generosas y desafiantes actuaciones, Phis se ha convertido en una de las grandes bandas de los años 1990.

### 2004 - 2008
Durante su descanso, los miembros de Phish siguieron con varios proyectos en solitario. Anastasio continuó su carrera con su banda en solitario además de tocar con Oysterhead en junio de 2006. Gordon tocó con Leo Kottke y el Benevento/Russo Duo. En Bonnaroo en 2006, tocó con su último proyecto, Ramble Dove, además de unirse a los baterías de Grateful Dead Mickey Hart y Bill Kreutzmann junto a Steve Kimock y Jen Durkin para formar Rhythm Devils. Anastasio y Gordon giraron junto al dúo Benevento/Russo en el verano de 2006. McConnell hizo debut con su nuevo proyecto en solitario en un festival en septiembre de 2006 con una banda de jam llamada moe., además de editar su álbum debut el 17 de abril de 2007. Fishman ha tocado ocasionalmente con Everyone Orchestra, The Village y Yonder Mountain String Band, pero estuvo retirado de la música la mayor parte del tiempo.
Phish recibió el Premio a toda una vida de Jammys el 7 de mayo de 2008 en el The Theater at Madison Square Garden. El productor ejecutivo y cofundador de Jammys Peter Shapiro dijo, "pocas bandas han significado tanto para la música de improvisación como ellos, así que celebrar su carrera era algo natural para nosotros".

### 2009 – presente
Tres de los cuatro miembros (Anastasio, Fishman y Gordon) compartieron escenario en el Rothbury Festival de Míchigan el 4 de julio de 2008, siendo el comienzo de los rumores de su reunión. Después de tocar tres canciones juntos en la boda de su antiguo mánager de giras en septiembre, anunciaron en octubre tres fechas de conciertos juntos: 6, 7 y el 8 de marzo de 2009 en el Hampton Coliseum de Hampton, Virginia. La banda ha anunciado un total de trece fechas para su gira veraniega, incluyendo un concierto inaugural en el Fenway Park de Boston, además de ser cabezas de cartel del Bonnaroo 2009 en junio junto a Bruce Springsteen and the E Street Band, Beastie Boys y Nine Inch Nails.  Doce fechas más en julio y agosto han sido anunciadas como cierre de gira de verano, incluyendo Knoxville y cuatro noches en el Red Rocks, dos en The Gorge, otro en Chicago, y varias noches en el Northeast.
Además de la gira, la banda ha estado en el estudio junto a Steve Lillywhite, productor del álbum Billy Breathes de 1996, trabajando en su duodécimo álbum de estudio, Party Time, previsto para el 28 de julio de 2009. Un sencillo extraído del álbum, "Time Turns Elastic", fue lanzado en iTunes a finales de mayo. Otra canción del álbum, "Backwards Down the Number Line", ya se ha tocado en directo.

## Discografía
Además de sus trece álbumes de estudio, Phish ha lanzado una gran cantidad de álbumes en directo: siete álbumes en directo tradicionales y una serie de veintisiete conciertos completos llamados Live Phish.  Phish también ha lanzado seis videos, que incluyen metraje grabado en directo y materio documental.  Los álbumes Junta y A Live One fueron certificados platino, mientras que Lawn Boy, A Picture of Nectar, Rift, Hoist, Billy Breathes, Slip Stitch and Pass, Hampton Comes Alive y Farmhouse fueron certificados oro. Además, el DVD Phish: Live in Vegas certificó oro, mientras que el DVD It certificó platino.
| Lanzamiento                                         | Título                             | Certificación de ventas discográficas RIAA            | Billboard 200 |
| 1 de agosto de 1998 De forma no oficial en 1986     | Phish                              | -                                                     | -             |
| De forma no oficial en 1987                         | The Man Who Stepped into Yesterday | -                                                     | -             |
| 8 de mayo de 1989 Casete lanzado en 1988            | Junta                              | Oro: 9 de octubre de 1997 Platino: 7 de julio de 2004 | -             |
| 21 de septiembre de 1990                            | Lawn Boy                           | Oro: 7 de julio de 2004                               | -             |
| 12 de febrero de 1992                               | A Picture of Nectar                | Oro: 11 de noviembre de 2001                          | -             |
| 2 de febrero de 1993                                | Rift                               | Oro: 15 de octubre de 1997                            | 51            |
| 29 de marzo de 1994                                 | Hoist                              | Oro: 19 de agosto de 1996                             | 34            |
| 15 de octubre de 1996                               | Billy Breathes                     | Oro: 8 de enero de 1999                               | 7             |
| 27 de octubre de 1998                               | The Story of the Ghost             | -                                                     | 8             |
| 16 de mayo de 2000                                  | Farmhouse                          | Oro: 30 de enero de 2006                              | 12            |
| 7 de noviembre de 2000 En línea:15 de julio de 1999 | The Siket Disc                     | -                                                     | -             |
| 10 de diciembre de 2002                             | Round Room                         | -                                                     | 46            |
| 15 de junio de 2004                                 | Undermind                          | -                                                     | 13            |
| 8 de septiembre de 2009                             | Joy                                | -                                                     | -             |